# Patrimoine architectural de Rennes
Le patrimoine architectural de Rennes est marqué par l'histoire de la ville. Classée Villes et Pays d'Art et d'Histoire, Rennes compte plus de 90 édifices ou parties d'édifice classés au titre des Monuments historiques et possèdent de nombreux bâtiments contemporains.

## Moyen Âge et Renaissance

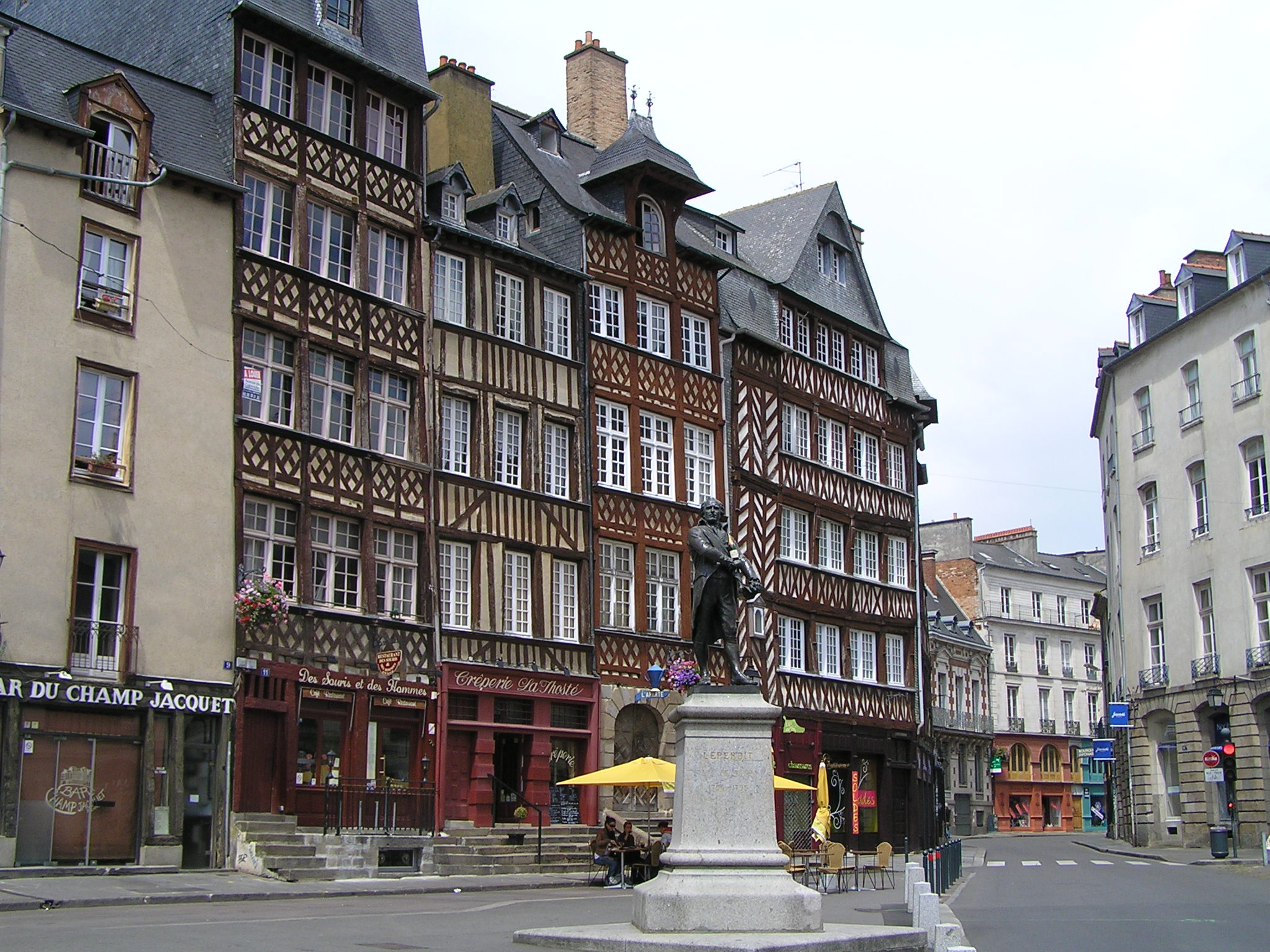
Maisons à pans de bois, place du Champ Jacquet

- Les maisons traditionnelles à pans de bois (colombages) colorés sont situées principalement le long des rues Saint-Sauveur, Saint-Georges, de Saint-Malo, Saint-Guillaume, des Dames, du Chapitre, Vasselot, Saint-Michel, de la Psallette et autour des rues du Champ-Jacquet et Rallier-du-Baty, des places des Lices, Sainte-Anne et de la cathédrale.

- Ancienne chapelle de l'hôpital Saint-Yves (gothique), rue Saint-Yves, aménagée en musée sur l'évolution de Rennes, Office de tourisme.
- Les bustes polychromes en bois du XVIe siècle, en façade du 20 rue du Chapitre.
- Les portes Mordelaises, châtelet à deux tours et pont-levis, bordent les restes des anciennes fortifications gallo-romaines du IIIe siècle, jusqu’à la tour Jehan Duchesne du XVe siècle, rue Nantaise, et les remparts du XVe siècle à l'est des fortifications gallo-romaines, place Rallier-du-Baty.
- Couvent des Jacobins (établissement religieux)

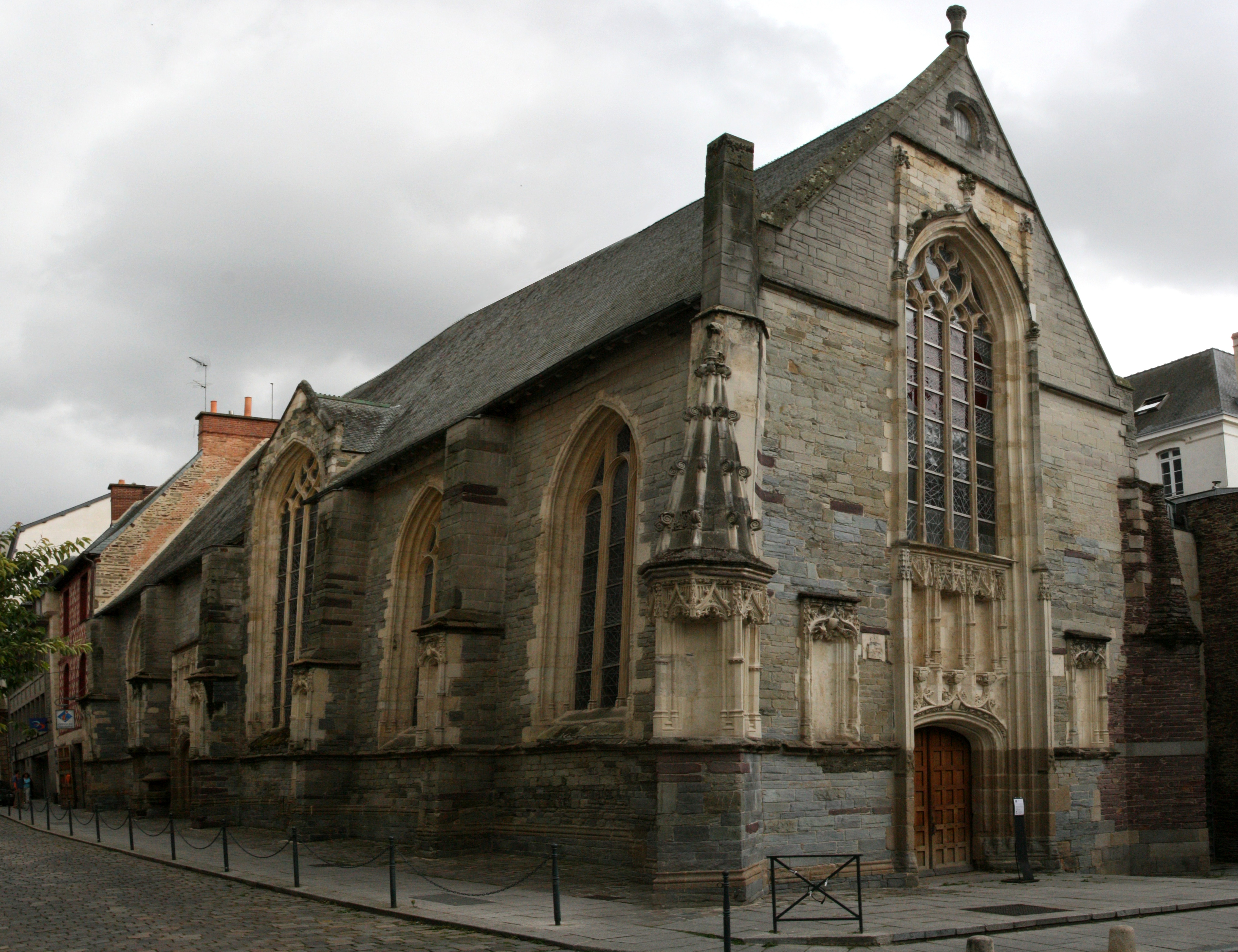
Chapelle de l'hôpital Saint-Yves

- La rue Saint-Michel, surnommée la « rue de la Soif », ceci provenant du grand nombre de bars dans cette rue, et de sa popularité lors des soirées étudiantes.
- Le manoir de la Haute-Chalais du XVIIe siècle, château de granit.

## La ville classique (après le grand incendie de 1720)

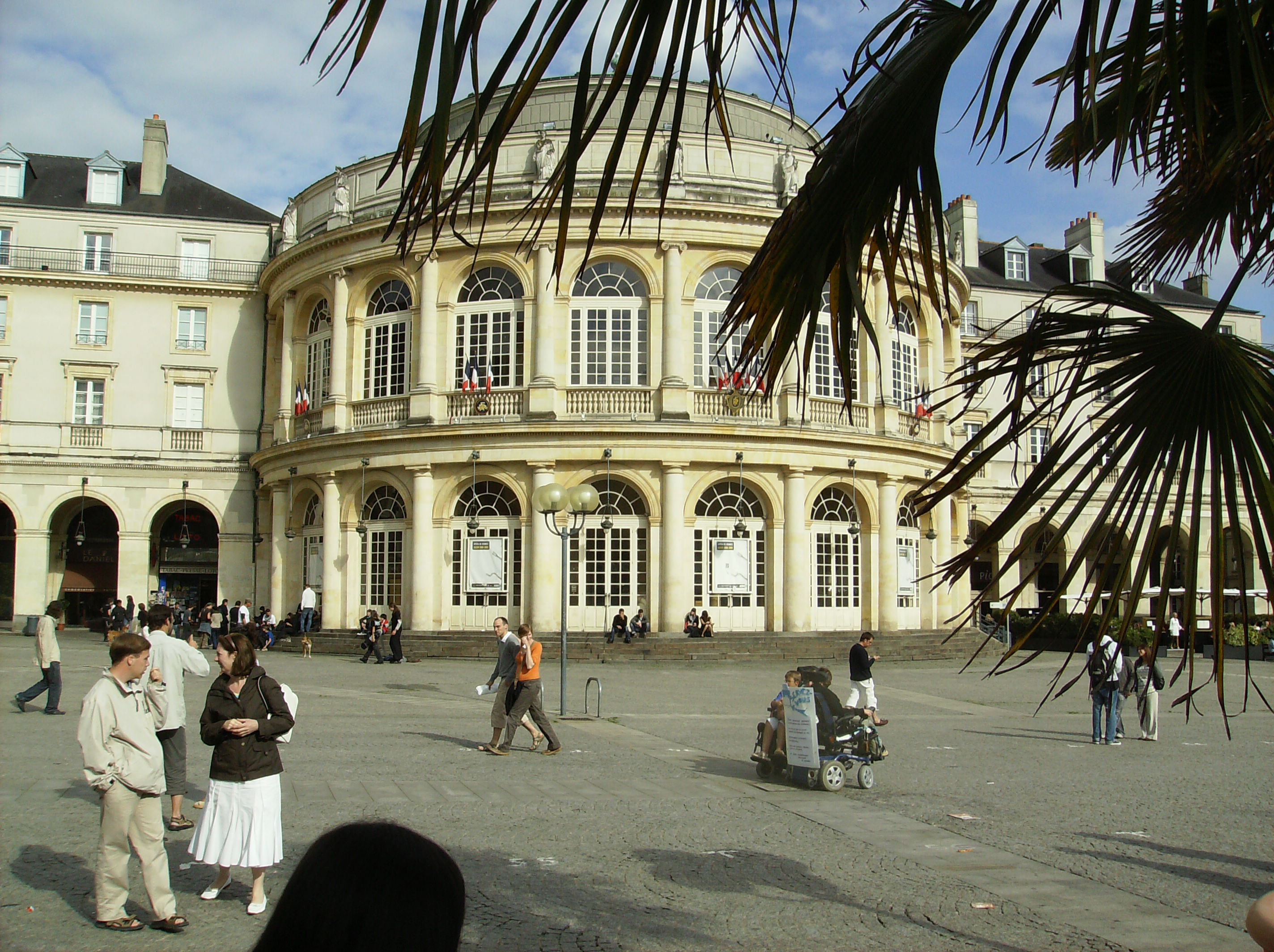
Opéra de Rennes
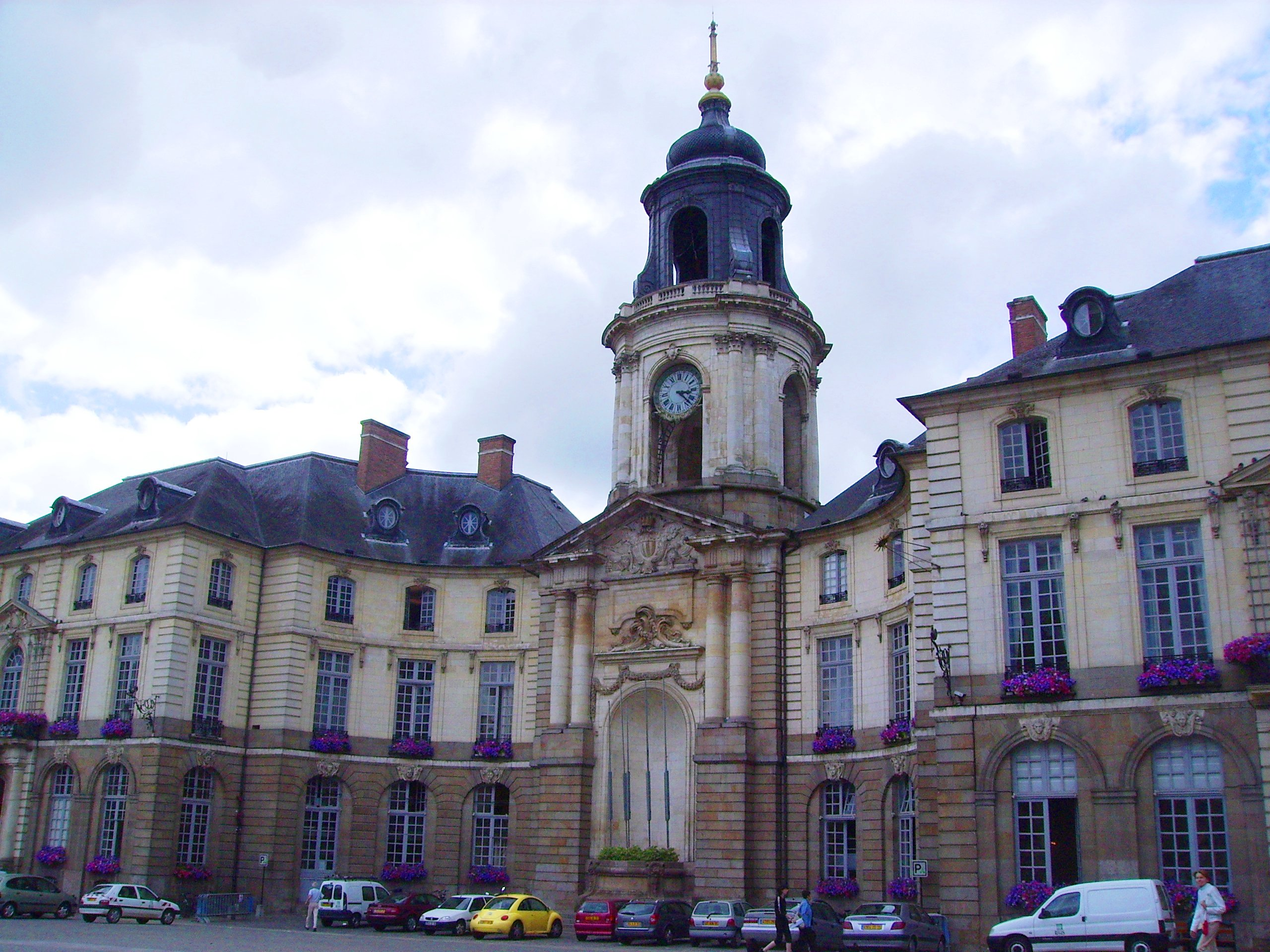
Hôtel de ville de Rennes
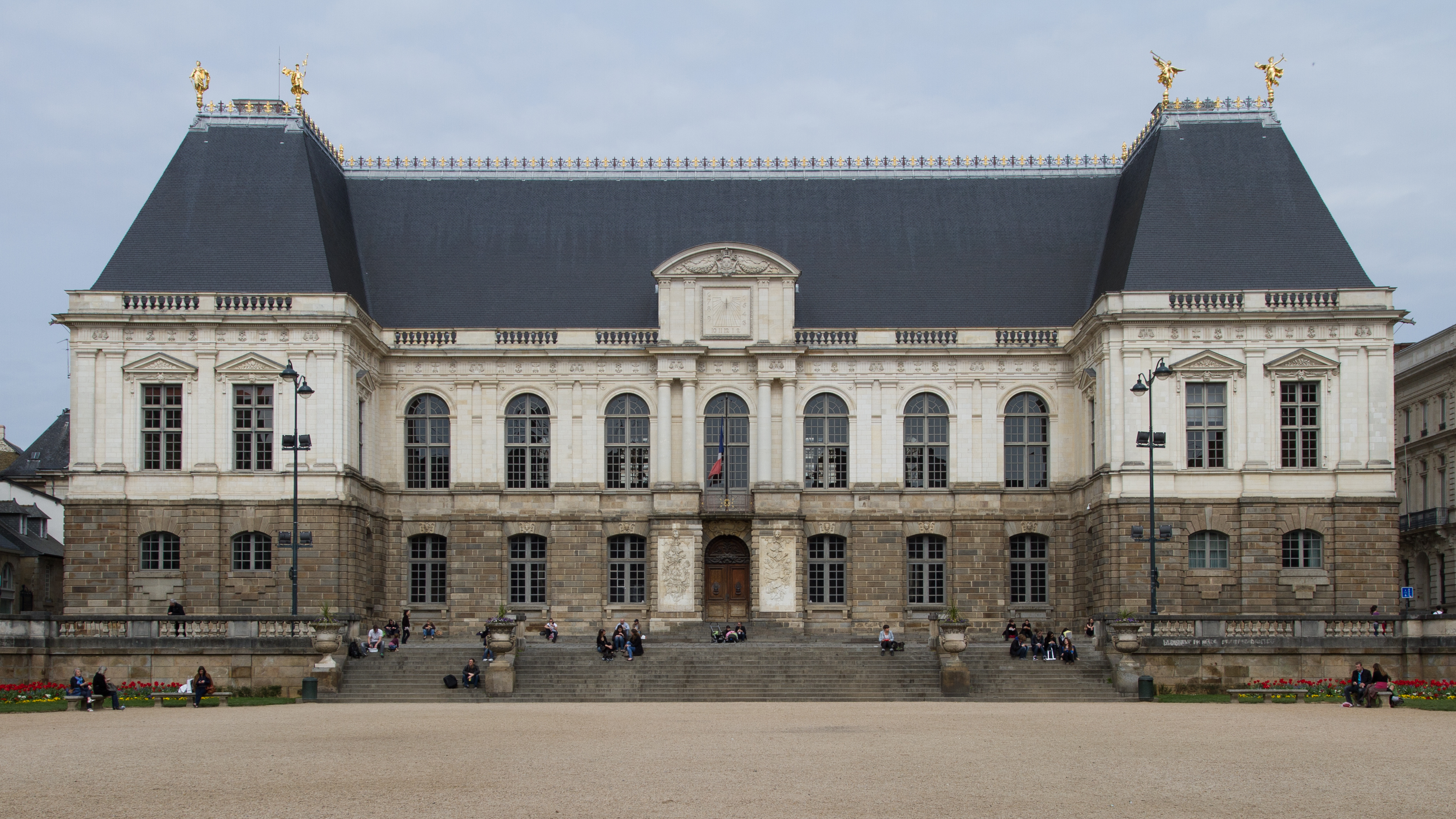
Parlement de Bretagne
Palais St Georges

- Place du Champ-Jacquet : Statue de Jean Leperdit déchirant une liste de conscription.
- Rue du Chapître : L'hôtel de Blossac, du XVIIIe siècle, Direction régionale des Affaires culturelles.
- Rue de Corbin : L'hôtel de Châteaugiron, construit vers 1725, quartier général, PC et hôtel de commandement de la région militaire Terre Nord-Ouest.
- Palais Saint-Georges et son jardin.
- Parlement de Bretagne et sa place.
- La Mairie, réalisée en 1730 par Jacques V Gabriel après l'incendie de 1720.
- L'Opéra inauguré en 1836 qui fait face à l'hôtel de ville.

## Patrimoine duXIXeet début duXXesiècles

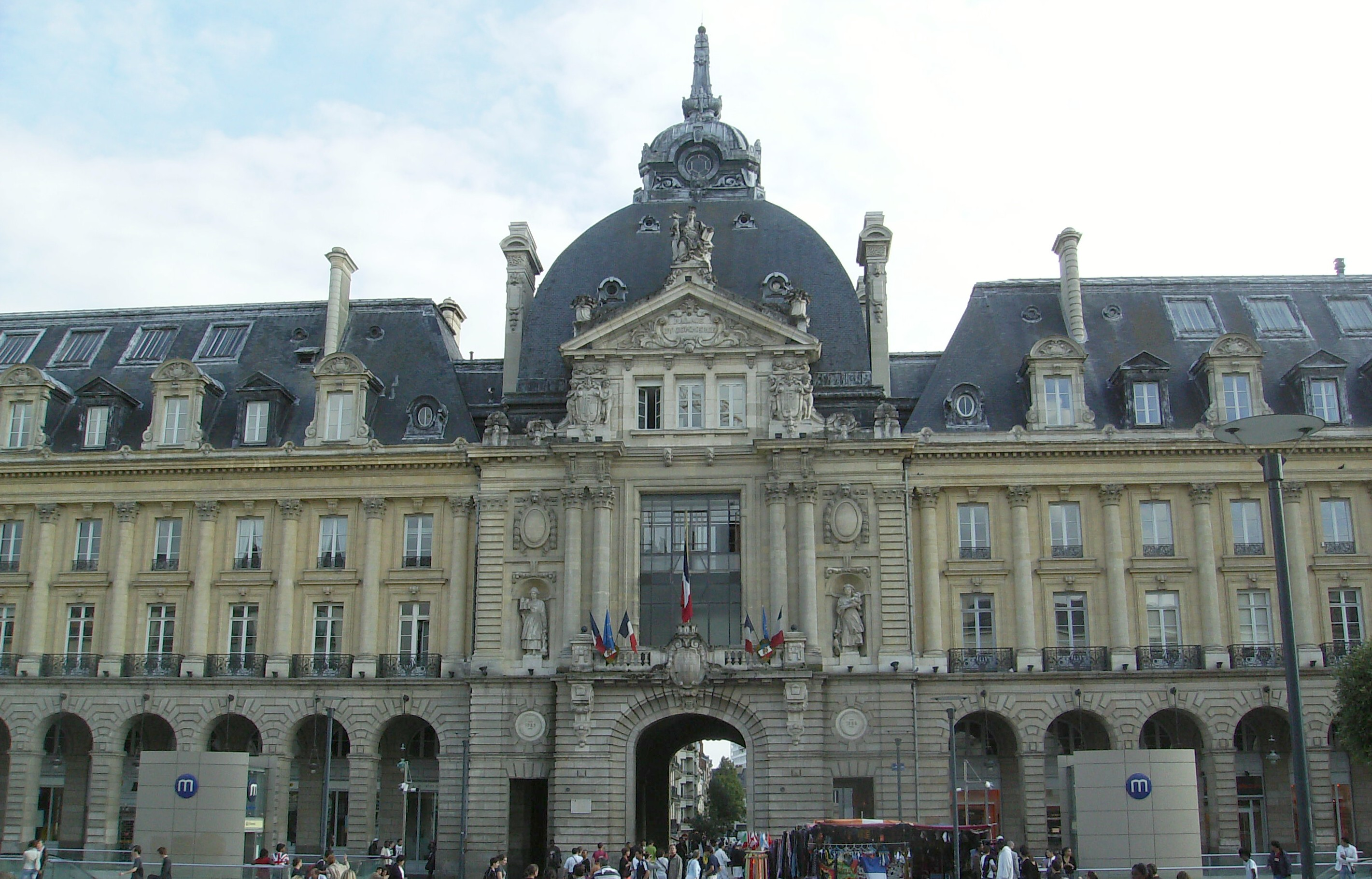
Le palais du commerce

- Les halles Martenot du XIXe siècle, édifiées de 1868 à 1871 par Jean-Baptiste Martenot, accueillent le marché des Lices le samedi matin (le 3e marché de France).
- Faculté de sciences économiques de Rennes, ancien grand-séminaire construit par l'architecte Henri Labrouste au XIXe siècle.
- Place Hoche : Immeuble art nouveau construit en 1908, par l'architecte Charles Couasnon.
- La coupole des magasins de musique et lutherie, aux 1 et 3 de la rue Nationale, construite par Jean-Marie Laloy, architecte du département d'Ille-et-Vilaine pour obtenir la meilleure acoustique.
- Piscine municipale et bains publics Saint-Georges (1923-1926). Construite par l'architecte Emmanuel Le Ray et décorée par le mosaïste Isidore Odorico et par Gentil & Bourdet pour les décors de grès flammé, elle fut la première piscine chauffée de France.
- Le Palais du commerce, édifié de 1885 à 1929, par les architectes Jean-Baptiste Martenot, puis Emmanuel Le Ray, actuellement la poste centrale (mosaïque intérieure : Isidore Odorico).
- Le palais du Musée des beaux-arts, construit en 1849-1858, par l'architecte Vincent Boullé[3]
- Anciens locaux de Ouest-Éclair, puis de Ouest-France, premier quotidien régional et national ; façade classée de brique rouge et rose, restaurée et occupée maintenant par l'hôtel Mercure.
- Les grands moulins, construits de chaque côté du bras sud de la Vilaine en 1895 et 1902, reliés entre eux par un corps central enjambant la rivière.
- Les Halles centrales, marché couvert de 1922, autrefois criée municipale, reconverties en partie en galerie d'art contemporain.
- L'église Sainte-Thérèse, chef-d'œuvre d'art déco, construite en 1932-1936 par l'architecte Hyacinthe Perrin et ornée de mosaïques d'Isidore Odorico[4]. L'église a été ravagée par un incendie le 23 septembre 2001 et a été entièrement restaurée pour rouvrir le 12 décembre 2004[5]. À la suite de cette restauration, la place de l'église, alors propriété de l'association diocésaine tout comme l'église, a été réaménagée par la Ville et porte désormais le nom de l'architecte du bâtiment; elle a été inaugurée le 30 juin 2007. Labellisée "Patrimoine XXe siècle"[6], elle est inscrite au titre des monuments historiques par arrêté du 6 mai 2015[7],[8]. Dans la nuit du 31 juillet au 1er août 2018, le clocher est détruit par le feu[9].
- Les écluses du canal d'Ille-et-Rance de 1843.
- Les deux halles de l'imprimerie Oberthur, construites par Jean-Baptiste Martenot entre 1870 et 1895 en fonte, brique et schiste, reconverties en zone d'entreprises après le rachat par la Ville.
- Les anciennes brasseries Graff, dont les bâtiments construits en 1927 par l'architecte Georges-Robert Lefort sont convertis en lieux privilégiant l'expression du graffiti urbain, dans l'attente de la construction d'un nouveau petit quartier d'habitations et de commerces.
- Le restaurant L'AlgoRythme abrite aujourd'hui un décor de bois sculpté réalisé en 1943 par René-Yves Creston, Jean Goron et Georges Rual.

## Architecture contemporaine (depuis 1945)
- Passerelle Saint-Germain[10], construite en métal et en bois, en 1991, par l'architecte Pascal Sirvin, pour relier la place au quai Émile-Zola.
- Les Champs Libres, installation culturelle (Bibliothèque de Rennes Métropole, musée de Bretagne et Espace des sciences) ouverte en mars 2006, par Christian de Portzamparc.
- Le Liberté, salle de spectacles, d'événements et de concerts, ancienne salle ommisport construite en 1961, par les architectes Louis Arretche, Yves Le Moine et Yves Perrin, jeu de toitures en voile de béton précontraint.
- La Maison provinciale des Filles de Jésus, remarquable édifice contemporain, construit par les architectes Perrin-Martin, en 1991.
- Le Théâtre national de Bretagne (TNB), édifié en 1968 par les architectes Jacques Carlu, Michel Joly et Patrick Coué. Après trois ans de travaux, il a rouvert en février 2008 ; la rénovation a été confiée à l’architecte Antoine Stinco[11].
- Le plus haut immeuble de Rennes, Les Horizons, construit en 1970 par l'architecte Georges Maillols.
- La Tour de l'Éperon, quartier du Colombier, construit en 1975 par l'architecte Louis Arretche
- Le nouveau quartier de Beauregard, d'architecture contemporaine, son parc jardin public et la monumentale sculpture de l'alignement du XXIe siècle, conçue par l'artiste Aurélie Nemours.

## Édifices religieux

### Cathédrale
La cathédrale Saint-Pierre de Rennes est une cathédrale catholique de style néoclassique, elle est l'une des neuf cathédrales historiques de Bretagne. Elle est le siège de l’archevêché de Rennes.

### Autres églises historiques
- Basilique Saint-Sauveur de Rennes, hébergeant Notre-Dame des Miracles et des Vertus, protectrice de la ville de Rennes.
- Basilique Notre-Dame-de-Bonne-Nouvelle, néo-gothique, construite entre 1882 et 1904, en remplacement de l'église Saint-Aubin et de la chapelle Notre-Dame-du-Bonne-Nouvelle.
- Église Notre-Dame-en-Saint-Melaine, pro-cathédrale et abbatiale, avec sa tour et son transept de l'ancienne abbaye bénédictine de Saint-Melaine romane (XIe siècle), ses arcades gothiques du XIVe siècle, sa façade à colonnes du XVIIe siècle, son clocher coiffé d’une vierge dorée au XIXe siècle, bordée d'un cloître du XVIIe siècle, de bâtiments claustraux, de son palais abbatial (XVIIe siècle) et de son jardin du Thabor.
- Église Saint-Germain, gothique flamboyant, édifiée de 1435 à 1570 et son portail sud de la Renaissance.
- Église Saint-Étienne, ancienne chapelle du couvent des Augustins, construite au début du XVIIIe siècle.
- Église Saint-Hélier : bel exemple d'architecture du XVe – XVIe siècles et son bras sud néo-gothique du XXe siècle d'Arthur Regnault.
- Église Toussaints, ancienne chapelle du collège Saint-Thomas, construite par les jésuites de 1624 à 1651, sur les plans du frère Étienne Martellange.
- Église Saint-Laurent : son édification se situe entre 650 et le début du Xe siècle. Elle fut détruite lors des bombardements d'août 1944.